# 環境保護・エネルギー省
環境保護・エネルギー省（クロアチア語: Ministarstvo zaštite okoliša i energetike）は、環境保護を担当しているクロアチアの省庁である。
クロアチア民主同盟 (HDZ) 政権下において、環境・自然保護部門は建設・空間計画省の下部に置かれていたが、クロアチア社会民主党 (SDP) 政権がこれを分離させ、独立した省庁として組織した。
環境保護・エネルギー省は以下を所轄している

- 環境保護局 (Agencija za zaštitu okoliša)
- 不動産取引者局 (Agencija za pravni promet i posredovanje nekretninama)
- 測地部 (Državna geodetska uprava)
- クロアチア測地研究所 (Hrvatski geodetski institut)

## 歴代大臣
| 名前                                           | 所属政党 | 所属政党 | 始期           | 終期           | 在任期間 |
| ---------------------------------------------- | -------- | -------- | -------------- | -------------- | -------- |
| ボジョ・コバチェビッチ (Božo Kovačević)[nb 1]  |          | HSLS     | 2000年1月27日  | 2003年7月18日  | 1,268    |
| Ivo Banac[nb 1]                                |          | LS       | 2003年7月18日  | 2003年12月23日 | 158      |
| ミレラ・ホリー (Mirela Holy)                   |          | SDP      | 2011年12月23日 | 2012年6月7日   | 167      |
| フルヴォイェ・ドコザ Hrvoje Dokoza)（代理）    |          | SDP      | 2012年6月7日   | 2012年6月13日  | 6        |
| ミハエル・ズマイロビッチ (Mihael Zmajlović)    |          | SDP      | 2012年6月13日  | 2016年1月22日  | 1,318    |
| スロベン・ドブロビッチ (Slaven Dobrović)[nb 2] |          | Most     | 2016年1月22日  | 2017年4月27日  | 462      |
| Marijo Šiljeg（代理）                          |          | HDZ      | 2017年4月28日  | 2017年6月9日   | 42       |
| トミスラヴ・チョリッチ (Tomislav Ćorić)        |          | HDZ      | 2017年6月9日   | （現職）       | 2833     |

### 注記
nb 1.  ^ 環境保護・都市計画大臣として。
nb 2.  ^ 2016年1月22日から同年10月19日までの間は自然・環境保護大臣として。